# Guardiola
Guardiola je rod glavočika smješten u vlastiti podtribus Guardiolinae, dio je tribusa Millerieae.
Sastoji se od 12 vrsta od kojih su 11 endemi iz Meksika, a  jedna (G. platyphylla) se od sjevernog Meksika, širi do u Arizonu.

## Vrste
1. Guardiola arguta B.L.Rob.
2. Guardiola carinata B.L.Rob.
3. Guardiola mexicana Bonpl.
4. Guardiola odontophylla B.L.Rob.
5. Guardiola palmeri B.L.Rob.
6. Guardiola pappifera Paul G.Wilson
7. Guardiola platyphylla A.Gray
8. Guardiola rosei B.L.Rob.
9. Guardiola rotundifolia B.L.Rob.
10. Guardiola stenodonta S.F.Blake
11. Guardiola thompsonii Van Faasen
12. Guardiola tulocarpus A.Gray

## Sinonimi
- Tulocarpus Hook. & Arn.; Bot. Beech. Voy. 298. t. 63 (1841)